# ミセヌム艦隊
ミセヌム艦隊（羅: Classis Misenensis）は、ローマ帝国における上級艦隊。南部イタリアのミセヌムに建設されたポルトゥス・ユリウス（ユリウス港）を根拠地とした。後にpraetoria and Pia Vindexという称号を与えられている。

## 歴史
ミセヌム艦隊は紀元前27年にガイウス・ユリウス・カエサルによって設立された。